# Maksim Taleyko
Maksim Taleyko (tiếng Belarus: Максім Талейка; tiếng Nga: Максим Талейко; sinh 20 tháng 2 năm 1993) là một cầu thủ bóng đá Belarus. Tính đến năm 2018, anh thi đấu cho Isloch Minsk Raion.